# HN Pegasi
HN Pegasi (HN Peg / HD 206860 / HR 8314) es una estrella de magnitud aparente +6,00 situada en la constelación de Pegaso, al norte de Enif (ε Pegasi), oeste de Markab (α Pegasi) y suroeste de Scheat (β Pegasi) y Matar (η Pegasi). Se encuentra a 60 años luz del sistema solar.
HN Pegasi es enana amarilla de tipo espectral G0V. De masa prácticamente igual a la del Sol, tiene un diámetro equivalente al 94% del diámetro solar y una luminosidad un 20% mayor que la luminosidad solar. Parece ser una estrella joven con una edad aproximada de 300 millones de años y todavía gira sobre sí misma rápidamente, con un período de rotación de 4,67 - 5,5 días. Su abundancia relativa de hierro es un 76% menor que la existente en el Sol. Dada su juventud, no es sorprendente que sea una estrella activa, estando catalogada como variable BY Draconis.
HN Pegasi se encuentra rodeada por un disco circunestelar de polvo detectado por el telescopio espacial Spitzer. Este disco está centrado a unas 6,6 UA de la estrella y puede tener una temperatura aproximada de 124 K.
Desde 2006 se conoce la existencia de una enana marrón de tipo espectral L, denominada HN Pegasi B, observada directamente con la Infrared Array Camera (IRAC) del telescopio espacial Spitzer.
La comparación entre su luminosidad y los valores predichos por modelos evolutivos teóricos sugiere que la masa de este objeto es de 0,021 ± 0,009 masas solares, o aproximadamente 20 veces la masa de Júpiter. El objeto está a una distancia proyectada de la estrella de aproximadamente 795 UA, siendo una de las enanas marrones de metano menos masivas y más jóvenes.